# Orvar Jönsson
Björn Orvar Jönsson (ur. 5 września 1950 w Malmö) – szwedzki szermierz, dwukrotny medalista mistrzostw świata.
Podczas mistrzostw świata w Hawanie w 1969 roku Szwedzi w składzie: Rolf Edling, Carl von Essen, Hans Jacobson, Orvar Jönsson i Lars-Erik Larsson zdobyli brązowy medal w zawodach drużynowych. Wynik ten powtórzył na rozgrywanych trzy lata później mistrzostwach świata w Wiedniu.
Wystartował na igrzyskach olimpijskich w Monachium w 1972 roku, gdzie w szpadzie indywidualnej odpadł w drugiej rundzie, a drużynowo był siódmy. Został też zgłoszony do startu w szabli indywidualnej na igrzyskach olimpijskich w Montrealu w 1976 roku, jednak ostatecznie nie wystąpił.